# Хохольское городское поселение
Хохольское городско́е поселе́ние — муниципальное образование в Хохольском районе Воронежской области Российской Федерации.
Административный центр — рабочий посёлок Хохольский.

## История
Законом Воронежской области от 13 апреля 2015 года № 40-ОЗ, Хохольское городское поселение, Еманчанское и Хохольское сельские поселения преобразованы, путём объединения, в Хохольское городское поселение с административным центром в рабочем посёлке Хохольском.

## Население
| 1989  | 2002    | 2010    | 2011    | 2012    | 2013  | 2014  |
| ----- | ------- | ------- | ------- | ------- | ----- | ----- |
| 8602  | ↘7885   | ↘7510   | ↘7509   | ↗7518   | ↘7489 | ↘7467 |
| 2015  | 2016    | 2017    | 2018    | 2021    |       |       |
| ↗7549 | ↗12 552 | ↘12 499 | ↘12 480 | ↗12 695 |       |       |

## Состав городского поселения
| № | Населённый пункт | Тип населённого пункта                  | Население |
| - | ---------------- | --------------------------------------- | --------- |
| 1 | Верхненикольское | село                                    | ↘83       |
| 2 | Еманча 1-я       | село                                    | ↘325      |
| 3 | Кузиха           | посёлок                                 | 28        |
| 4 | Мамончиха        | посёлок                                 | 43        |
| 5 | Розы Люксембург  | посёлок                                 | 0         |
| 6 | Силипяги         | хутор                                   | 6         |
| 7 | Хохол            | село                                    | ↘4215     |
| 8 | Хохольский       | рабочий посёлок, административный центр | ↗7954     |